# Anders Jacob Hellstenius
Anders Jacob Hellstenius, född 30 november 1777 i Skara, död 7 april 1844, var en svensk professor i teologi.

## Biografi
Hellstenius var son till rådmannen i Skara Jacob Hellstenius, och gick därför i Skara skola innan han 1799 skrevs in vid Uppsala universitet, där han disputerade under doktor Fant. År 1801 bytte han dock studieort till Lund, där han snabbt blev filologie kandidat, filosofie magister och slutligen teologie kandidat år 1804.
Efter avlagd kandidatexamen blev Hellstenius docent i teologi 1804 och licentiat nästföljande år, varefter han föreläste vid teologiska fakulteten. Sedan han 1812 blivit adjunkt vid teologiska seminariet i Lund utnämndes han även adjunkt vid universitetets teologiska fakultet 1814, samt pastor och kyrkoherde i Husie och Södra Sallerups församlingar.
1818 promoverades Hellstenius till teologie doktor vid Uppsala universitet, och han erhöll professors namn, heder och värdighet år 1828. Året innan hade han utnämnts till ständig ledamot av Svenska bibelsällskapet. 1832 blev han professor primarius i teologi vid Lunds universitet och domprost i samma stad. Som professor tjänstgjorde han som universitetets rektor 1835–1836. År 1837 blev han ledamot av nordstjärneorden.
Han var fars kusin till Johan Hellstenius. Anders Jacob Hellstenius är begravd på Norra kyrkogården i Lund.